# Frédéric Rossif
Frédéric Rossif (14 de agosto de 1922, Cetiña - 18 de abril de 1990, París) fue un director de cine y televisión francés especializado en documentales usando material de archivo. 

## Trayectoria

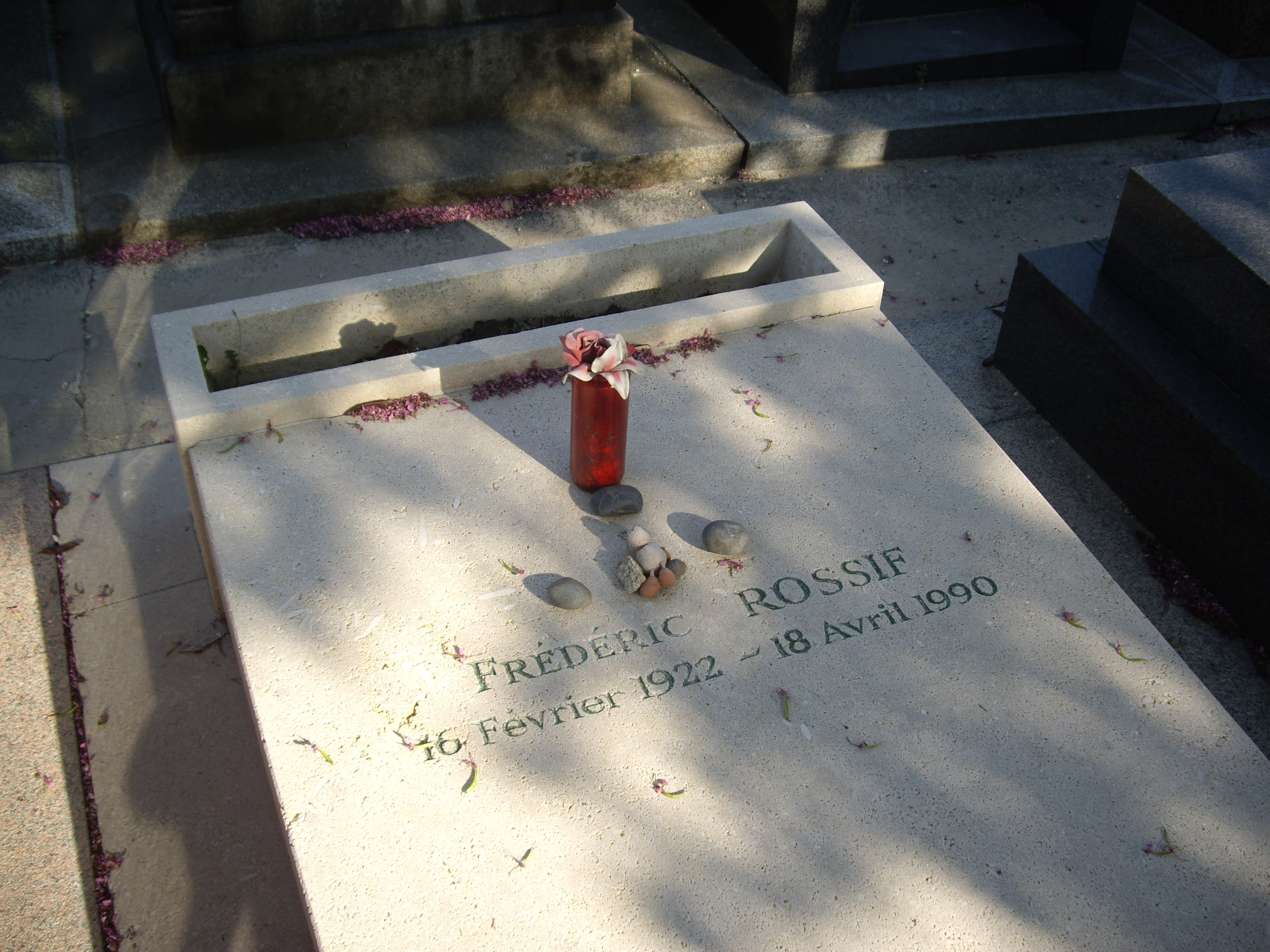
La tumba de Frédéric Rossif se halla en el Cementerio de Montparnasse

Nació en Cetiña, Montenegro, Yugoslavia. Su familia pereció durante la Segunda Guerra Mundial. Estudió en Roma y se unió a la Legión Extranjera Francesa combatiendo en Libia, Bir Hakeim y Monte Casino. Después de la guerra tomó la ciudadanía francesa en 1947 y vivió en París donde trabó amistad con Jean-Paul Sartre, Boris Vian, Albert Camus, Ernest Hemingway y Malcolm Lowry.
Desde 1948 organizó y colaboró con la Cinémathèque Française, en el festival de Antibes 1949-50 y en 1952 trabajó con Jean Cocteau.
A fines de la década de los años 60 comenzó a escribir y dirigir sus propios films que abordaron aspectos ambientales, culturales, históricos y biográficos de personalidades relevantes. Entre ellos el laureado Mourir à Madrid (1963), ganador del Premio Jean Vigo y nominado para el Oscar de la Academia al mejor documental con música de Maurice Jarre. El filme, rodado con la autorización del Ministerio de Información y Turismo con la falsa promesa de presentar una imagen positiva del país y del régimen de Francisco Franco, se estrenó en España en 1978.

“Mi película fue un éxito en el mundo entero: en Estados Unidos, Japón, las dos Coreas… porque había algo de universal en ella cuando hablaba de España. Yo quise rodar solamente una película sobre España, sobre su historia civil. Y es que a través de esa España del sentimiento trágico de la vida, nosotros descubrimos que todo el mundo se sensibilizaba. España era el viejo gran país que interesaba al mundo. España es el país histórico por excelencia”.
Frédéric Rossif, sobre Morir en Madrid (1977) 

En 1970 realizó su único largometraje no-documental Aussi Loin que L'amour, estrenado en 1971, entre cuyo elenco figura el artista Salvador Dalí y el director de cine Claude Chabrol. Se trata de una película dramática sobre una joven quien, tras el suicidio de su novio, decide cambiar radicalmente de vida abandonando la ciudad en la que reside.
Colaboró con el compositor griego Vangelis en los documentales dedicados a la temática natural L'Apocalypse des Animaux, L'opéra Sauvage y La Fête Sauvage. Estas series de películas documentales le reportaron un importante reconocimiento internacional. 

"En mis películas yo siempre represento a la gente que habla de sí misma, que también habla de la madre, de sus propios deseos, sus esperanzas y sus recuerdos. Veo todo a través de una sucesión de imágenes que dan la idea de un conjunto y representan figurativamente la música. Creo que mis filmes inspiran el deseo de la quietud, del placer, de la felicidad".
Frédéric Rossif, sobre su cine (1980) 

Entre sus últimos trabajos destacados figuran Pasteur le Siecle (1987), dedicado a la figura del químico y microbiológo francés Louis Pasteur, y la miniserie de televisión De Nuremberg à Nuremberg (1989) que muestra con rigor y sencillez el período 1933-1945 desde que Adolf Hitler alcanza el poder en Alemania hasta la celebración de los Juicios de Núremberg tras finalizar la Segunda Guerra Mundial.
Frédéric Rossif murió en París el 17 de abril de 1990, a los 68 años de edad, de un ataque al corazón.

## Filmografía (selección)

### Vida salvaje
- 1952-1966 - La Vie des Animaux y Nos Amis les Bêtes
- 1963 - Les Animaux
- 1970-1971 - L'Apocalypse des Animaux
- 1975-1981 - L'Opéra Sauvage
- 1975 - La Fête Sauvage
- 1984 - Sauvage et Beau
- 1986 - Splendeur Sauvage
- 1989 - Beauté Sauvage
- 1989 - Les Animaux de Frédéric Rossif

### Arte y música
- 1971 - Le Cantique des Créatures: Georges Mathieu ou la Fureur D'être
- 1972 - Au Pays de Visages, Gisèle Freund
- 1974 - Georges Braque ou le Temps Différent
- 1980 - Des Compagnons pour vos Songes
- 1981 - Jacques Brel
- 1981 - Pablo Picasso
- 1983 - Les Grandes Demoiselles
- 1985 - La Fête de la Musique
- 1986 - Le Cœur Musicien
- 1989 - Morandi, Giorgio Morandi

### Documentales y testimonios
- 1959 - Imprévisibles Nouveautés
- 1959 - Spécial Noël: Jean Gabin
- 1961 - Le Temps du Ghetto
- 1963 - Mourir à Madrid (sobre la guerra civil española)
- 1963 - Pour l'Espagne
- 1964 - Encore Paris
- 1966 - La Chute de Berlin (sobre la Batalla de Berlín)
- 1966 - Donner à Voir
- 1966 - Un Roi en Bavière (sobre Luis de Baviera)
- 1967 - Révolution d'octobre (sobre la Revolución Rusa)
- 1968 - Un Mur à Jérusalem
- 1969 - Pourquoi l'Amérique?
- 1976 - Les Crèches du Monde
- 1978 - Heureux Comme le Regard en France
- 1980 - Une Prière qui Danse
- 1981 - L'arbre de Vie (sobre Vangelis)
- 1987 - Pasteur le Siecle
- 1989 - De Nuremberg à Nuremberg (sobre los juicios de Núremberg)
- 1989 - Tatie Danielle
- 1990 - Les sentinelles oubliées **

### Películas
- 1971 - Aussi loin que l'amour

## Premios y nominaciones
Premios Óscar
| Año  | Categoría              | Película        | Resultado |
| ---- | ---------------------- | --------------- | --------- |
| 1966 | Mejor documental largo | Mourir à Madrid | Nominado  |

Premio Jean Vigo
| Año  | Categoría                 | Película        | Resultado |
| ---- | ------------------------- | --------------- | --------- |
| 1963 | Jean Vigo de largometraje | Mourir à Madrid | Ganador   |